# Spherarmadillo schwarzi
Spherarmadillo schwarzi is een pissebed uit de familie Scleropactidae. De wetenschappelijke naam van de soort is voor het eerst geldig gepubliceerd in 1907 door Richardson.